# Dino Terragni
Dino Terragni (Paderno Dugnano, 10 settembre 1927 – Ginevra, 21 giugno 1979) è stato un imprenditore e inventore italiano, fondatore e presidente di Covema, Corima Spa, Plastiform Srl, GBF Italia Spa, GBF Iberica S.A, Omam spa, Covepla S.A, Covema SAE, Firs Spa, RIAP Srl,  Floraplant Srl e Tecnical Dies Spa.

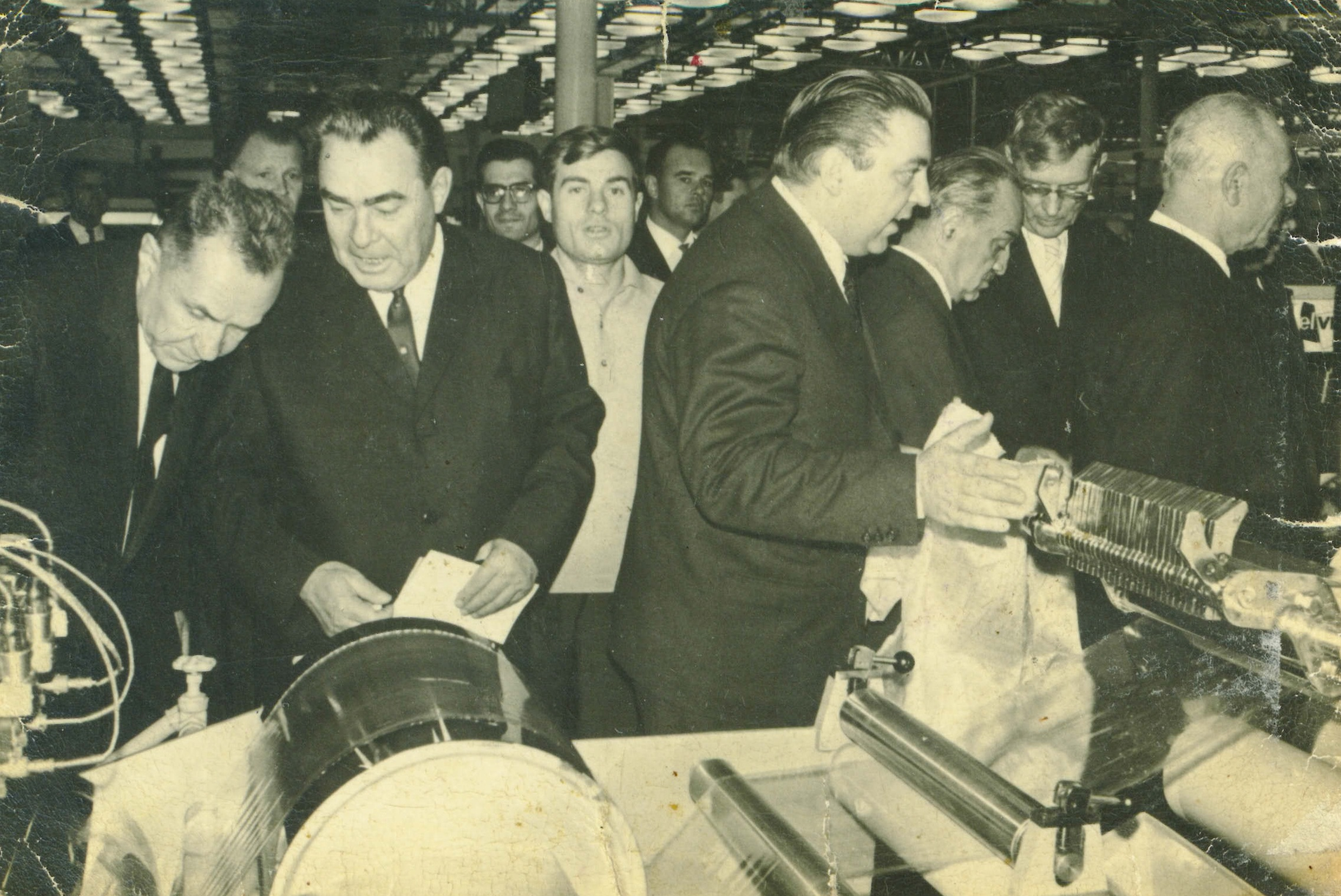
Dino Terragni (quarto da sinistra) illustra a Leonid Brežnev (secondo da sinistra) e a Leonid Kostandov i macchinari a nome Covema durante la fiera interplast a Mosca nel 1965.

È stato innovatore nella produzione di macchinari per la lavorazione della materia plastica.

## Biografia
Nasce nel 1927 a Paderno Dugnano da Ercole Terragni (nato a Paderno Dugnano nel 1889 e deceduto nel 1966) e da Enrichetta Strada (nata a Paderno Dugnano nel 1896 e deceduta nel 1970). Due i fratelli e due le sorelle. Nonostante le situazioni economiche famigliari, riuscì con l'ausilio delle suore, ad ottenere un'adeguata istruzione.
Negli anni 50, conobbe presso la fiera Plast a Milano, Felice Zosi,  con il quale iniziò a lavorare nel campo della produzione e vendita di macchinari per la lavorazione della materia plastica.  Nel 1953 i due decidono di fondare Covema (Commissionaria Vendita Macchine) a Milano con sede in via Fontana 1, con l'intento di commercializzare i macchinari che stava sviluppando in quegli anni Luigi Bandera, imprenditore attivo nella produzione di macchinari per la trasformazione della materia plastica. Il primo anno la società ottenne un fatturato di pochi milioni di lire . 
Con l'aiuto di un piccolo prestito avuto da un parente, decise di continuare l'avventura imprenditoriale da solo trovando il modo di diventare unico socio della Covema. Si sposa nel 1959 con Angela Rossetti, una bella e brillante ragazza del suo paese, che divenne anche la sua "segretaria" fino a quando non nacquero i figli Elisabetta, Arnaldo e Maria Cristina.
Nomino' il fratello Marco responsabile commerciale dell'area America e la sorella Luigia quale segretaria. Negli anni successivi, Covema sviluppò molto il mercato americano e spagnolo. Tale successo portò Dino, alla fine degli anni 50, a prendere la decisione di produrre in proprio impianti di estrusione, diventando di fatto imprenditore.
Negli anni 60 Covema sviluppò il primo impianto di estrusione al mondo per la produzione della rafia e vendettero in un anno 70 impianti.  Ciò fu determinante per il forte sviluppo della società che successivamente iniziò la produzione di macchine termoformatrici (Plastiform srl) e ad iniezione (GBF costruzioni meccaniche Spa). Sempre in quegli anni, Dino Terragni fondò la RIAP Spa a Bergamo con l'intento di sviluppare nuove tecnologie in collaborazione con la Montedison. Nel 1970,  team di ingegneri della RIAP brevettò il processo per la produzione del Cartonplast. Negli anni 1972, 1973 Covema raggiunse un grande successo aprendo filiali all'estero, fondando imprese nuove (vedi sopra) ed arrivando a gestire quasi 700 dipendenti con un fatturato consolidato del gruppo intorno ai 50 miliardi di lire, diventando al tempo uno dei gruppi più grandi al mondo per la produzione di macchinari nel settore della plastica.
Una Societa' estera si offrì di rilevare l'intero gruppo, ma Dino rifiutò la proposta, sebbene si narra essere stata molto rilevante, decise di continuare l'avventura e che non era ancora il momento di cedere la sua creatura. In ogni caso, si dice che avrebbe voluto un giorno il figlio continuasse l'avventura ma in modo diverso, forse alienando il gruppo a tempo debito, per creare una finanziaria . 
Il 21 luglio del 1979 Dino Terragni si spense improvvisamente a causa di un infarto a Ginevra dove si era recato per concludere alcuni affari con dei clienti arabi.
Come la maggioranza degli imprenditori di successo di quel tempo, instancabile lavoratore, mai una vacanza con la famiglia se non per pochi giorni, self made man, la sua scomparsa causò da subito il declino della Covema e di tutte le società del gruppo .
Avrebbe desiderato vedere il figlio maschio, ancora minorenne a quel tempo, al suo fianco nella successione della sua creatura, ma purtroppo la prematura scomparsa ne interruppe il sogno.

## Riconoscimenti
- Premio Mercurio D'oro.
- Premio al commercio estero, emesso dalla Camera di commercio di Milano.
- Medaglia d'oro agli esportatori.